# NGC 1798
NGC 1798，又記作OCL 410，是御夫座的疏散星团，由愛德華·巴納德於1885年發現。後來約翰·德雷耳將其收入原版天體新總表（NGC），形容為「一小團恆星，或有星雲狀物」。
星團的直徑為10.2 pc，年齡14億年，金屬豐度為太陽的72 %。其徑向速度近乎零，E (B −V)值約為0.51，赫羅圖沒有明確的紅巨星分支，沿該分支的星數較少，但在紅群聚處較多。